# Kanfory Sylla
Kanfory Sylla (Conakry, 7 luglio 1980) è un ex calciatore guineano, di ruolo difensore o centrocampista.

## Carriera

### Club
Ha giocato nel campionato guineano, turco, greco, e belga.

### Nazionale
Conta 39 presenze con la nazionale guineana.